# Garfield's Nightmare
Garfield's Nightmare es un videojuego de plataformas desarrollado por Shin'en y publicado por Game Factory para Nintendo DS. El juego está basado en las historietas cómicas de Garfield y protagonizado por el gato protagonista de nombre homónimo de dichas historietas. El juego llegó al mercado el 9 de marzo de 2007 en Europa y el 28 de junio del mismo año en Estados Unidos.

## Historia
A Garfield se le ocurre la idea de combinar el desayuno, la comida y la cena en una misma comida para así disponer de más tiempo para otras actividades. Tras ello, Garfield decide llevar su idea a la práctica y se prepara un enorme sandwich con dos pizzas, lasaña y dos bolsas de donuts. Sin embargo, esto resulta ser demasiado, y tras comer el sandwich se va quedando poco a poco dormido, comenzando su pesadilla...
De repente Garfield se despierta en un castillo encantado, no siendo este un lugar real sino un mundo extraño repleto de monstruos hallado en su subconsciente mientras sueña estando dormido. Lamentablemente Garfield rompió anteriormente su pequeño reloj despertador en el mundo real y ahora su única oportunidad de despertar pronto depende de su habilidad para encontrar las piezas destrozadas y unirlas nuevamente.

## Juego
Garfield's Nightmare es un videojuego de plataformas y rompecabezas tradicional en 3D. El juego no hace un gran uso de la pantalla táctil de Nintendo DS, utilizando la misma únicamente para mostrar las estadísticas del juego.
El juego sigue a Garfield a través de 5 mundos o niveles divididas en 20 fases diferentes, esquivando multitud de enemigos y tratando de escapar de la pesadilla. Cada uno de los 5 mundos está ambientado en temáticas diferentes y, al final de cada uno de ellos, Garfield deberá enfrentarse a un jefe de zona. También existen fases de bonificación donde es posible conseguir vidas extra.